# Neurois renalba
Neurois renalba là một loài bướm đêm trong họ Noctuidae.